# Слухавка

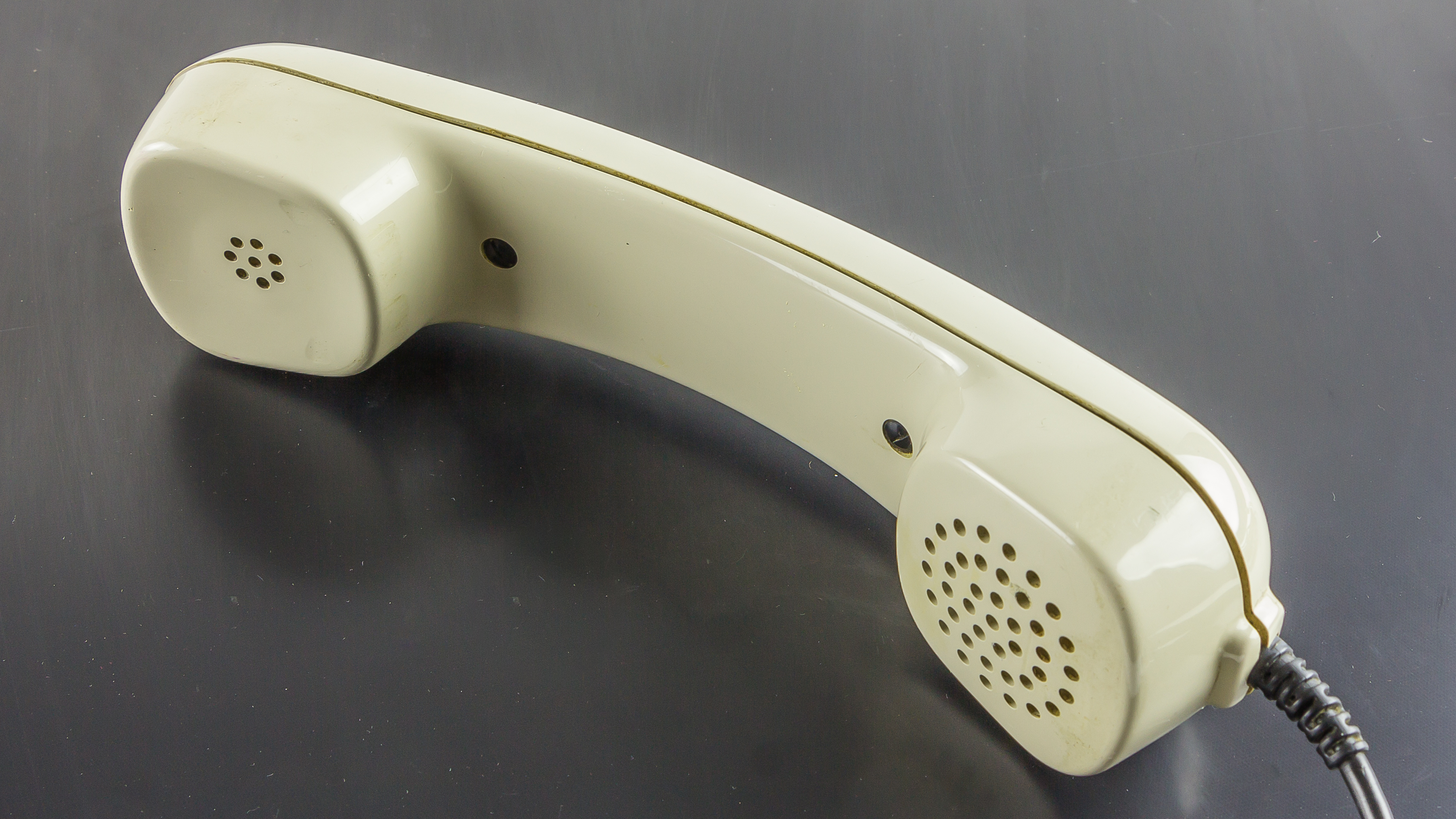
Класична слухавка

Слухавка або телефонна трубка — частина телефонного апарата, що використовується для передавання звукових сигналів у телефонному зв’язку.

## Історія
Винайдення телефону в другій половині XIX століття зробило слухавку невід’ємною частиною цього пристрою. З часом конструкція слухавки вдосконалювалася, матеріали ставали легшими та міцнішими, але її основна функція залишалася незмінною.

З появою цифрових технологій та мобільних телефонів, роль традиційної телефонної трубки значно зменшилась.

## Назва
Слово «Слухавка» з’явилося в українській мові під впливом польської, куди воно потрапило за зразком німецької мови від слова «Telefonhörer» - «телефонна трубка», що походить від дієслова «Hörer» - «слухати». Спочатку слово вживалося лише на західній Україні, де був дуже відчутний польський вплив на мову цього регіону. Сьогодні воно активно вживається у художній та публіцистичній літературі незалежно від території. Однак на східній Україні це слово рідко почуєш у розмовній мові.

У 40-ві роки XX століття, в українській мові під впливом російської також утвердилося термінологізоване словосполучення «телефонна трубка», яке й сьогодні залишається нормою української офіційно-ділової, наукової, та літературної мови. У живій розмовній мові його часто скорочують і кажуть просто — «трубка».

## Дивись також
- Польовий телефон
- FF33
- ТАІ-43
- ТА-57
- ТА-88
- ТА-01